# Madagaskarschildpad
De madagaskarschildpad (Astrochelys yniphora) is een schildpad uit de familie landschildpadden (Testudinidae). 

## Naam en indeling
De wetenschappelijke naam van de soort werd voor het eerst voorgesteld door Léon Vaillant in 1885. Oorspronkelijk werd de naam Testudo yniphora gebruikt. De soort behoorde lange tijd tot het geslacht Geochelone.
De soortaanduiding yniphora betekent vrij vertaald 'drager van een ploeg'; ὕνις (húnis) = ploegschaar en φόρος (phóros) = drager.

## Uiterlijke kenmerken
Het rugschild van deze soort is zeer hoog, wat een karakteristiek kenmerk is, de zijkanten van het schild zijn hierdoor bijna loodrecht. De maximale schildlengte is ongeveer 42 centimeter, vrouwtjes blijven met 37 cm kleiner. Mannetjes worden ook zwaarder (tot 19 kilo) dan vrouwtjes (tot 12 kilo).
De schildkleur is geelachtig bruin, met donkere vlekken op de hoornplaten. Het goed ontwikkelde buikschild is lichtgeel, soms met enkele vlekken. De plastronformule is als volgt: abd > gul >< hum > fem > an >< pect. Het keelschild is sterk verlengd en steekt duidelijk onder het schild uit, vooral bij mannetjes.
De kop heeft normale proporties, een uitstekende snuitpunt ontbreekt. De kleur van de kop is donkerbruin tot zwart met grote, gele vlekken aan de zijkanten. De ledematen en nek zijn geel gekleurd, de voorpoten zijn aan de voorzijde bedekt met grote, overlappende schubben. Mannetjes zijn van vrouwtjes te onderscheiden door een groter keelschild, een langere en dikkere staart en een iets holler buikschild. 

## Verspreiding en habitat
De madagaskarschildpad is endemisch op Madagaskar, en komt voor in het noordwesten van het land in het nationaal park Baie de Baly. Vroeger kwam de soort in een groter gebied voor, inclusief enkele omliggende eilanden, maar deze populaties zijn verdwenen. Er zijn vermoedelijk slechts enkele honderden exemplaren in het wild, het is hiermee een van de 25 meest bedreigde soorten schildpadden ter wereld.
De habitat bestaat uit de tropische vlaktes in met struikachtige grassen begroeide bossen. De schildpad houdt zich waarschijnlijk op in de meer drogere delen van het areaal. De soort is aangetroffen van zeeniveau tot op een hoogte van ongeveer 50 meter boven zeeniveau. 

## Levenswijze

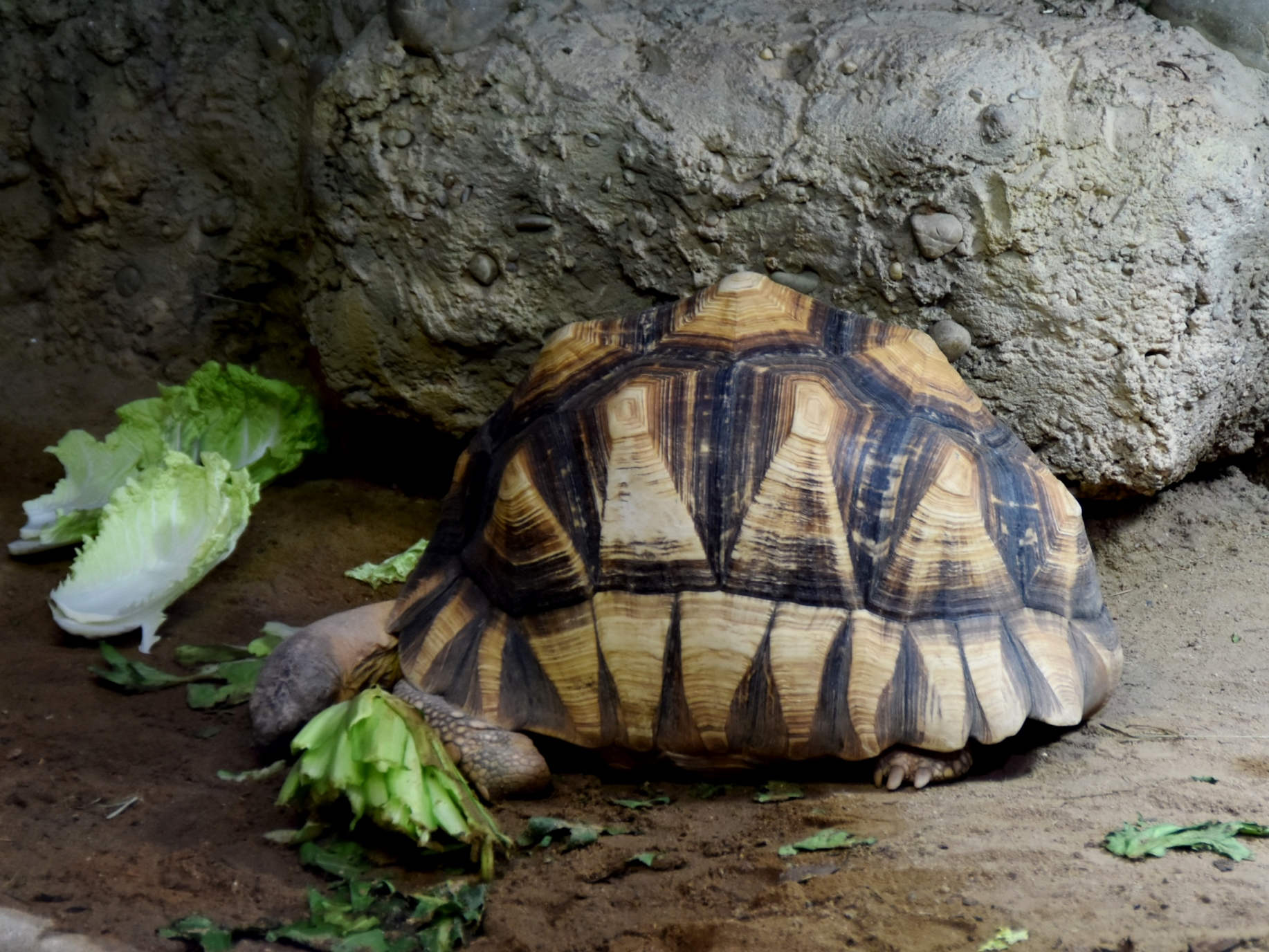
Een etend exemplaar in de Zoo Frankfurt.

De madagaskarschildpad is een herbivoor die van planten leeft, zoals soorten uit het geslacht Bauhinia en de grassoort Heteropogon contortus. In gevangenschap worden ook wel andere planten gegeten, zoals schijfcactussen en verschillende groenten en fruit.
Mannetjes zijn agressief tegen elkaar, ze proberen elkaar met het verlengde keelschild om te duwen. In een dierentuin is de paring van de schildpad beschreven. De mannetjes volgen en omcirkelen de vrouwtjes waarbij ze de vrouw in de kop en voorpoten bijten en besnuffelen. Tijdens de paring worden door het mannetje harde geluiden geproduceerd. Drie maanden later worden door het vrouwtje de nesten gegraven, tot zeven in totaal, bij een struik, boom of ander object. De nesten zijn flesvormig en ongeveer twaalf tot zestien cm diep. Er worden 3 tot 7 eieren per nest afgezet en het aantal nesten per vrouwtje kan oplopen tot zeven per seizoen. 
Na het afzetten van de eitjes wordt het gat dichtgegooid waarbij ze hevig urineert. De eitjes zijn wit van kleur en rond van vorm, ze hebben een diameter van ongeveer 42 tot 47 millimeter. De incubatietijd duurt ongeveer vier maanden maar kan oplopen tot acht maanden. Als de juvenielen uitkomen hebben ze een schildlengte van ongeveer 45 mm. De jongen groeien echter snel en worden ongeveer een vijfde groter in de eerste levensjaren.

## Bedreiging en beschermingsstatus
In de jaren tachtig werd de soort beschouw als zo goed als uitgestorven. In 1985 werden beschermingsprogramma's opgezet, zoals het kweken van de dieren in gevangenschap. 
Door de internationale natuurbeschermingsorganisatie IUCN is de beschermingsstatus 'ernstig bedreigd' toegewezen (Critically Endangered of CR).